# Princeton University Press
Princeton University Press es una editorial académica independiente estadounidense, estrechamente ligada a la Universidad de Princeton.

## Historia
Fue fundada en 1905 por Whitney Darrow, con el apoyo financiero de Charles Scribner, inicialmente como imprenta para servir a la comunidad de Princeton. Su primer libro fue una nueva edición de 1912 de Lectures on Moral Philosophy, del autor John Witherspoon.

## Premios Pulitzer
Siete libros de la Princeton University Press han ganado el Premio Pulitzer. 
- Russia Leaves the War de George F. Kennan (1957)[3]
- Banks and Politics in America From the Revolution to the Civil War de Bray Hammond (1958)[4]
- Between War and Peace de Herbert Feis (1961)[5]
- Washington, Village and Capital de Constance McLaughlin Green (1963)[6]
- The Greenback Era de Irwin Unger (1965)[7]
- Machiavelli in Hell de Sebastian de Grazia (1989)[8]
- To the Success of Our Hopeless Cause: The Many Lives of the Soviet Dissident Movement de Benjamin Nathans (2025)[9]

## Documentos históricos

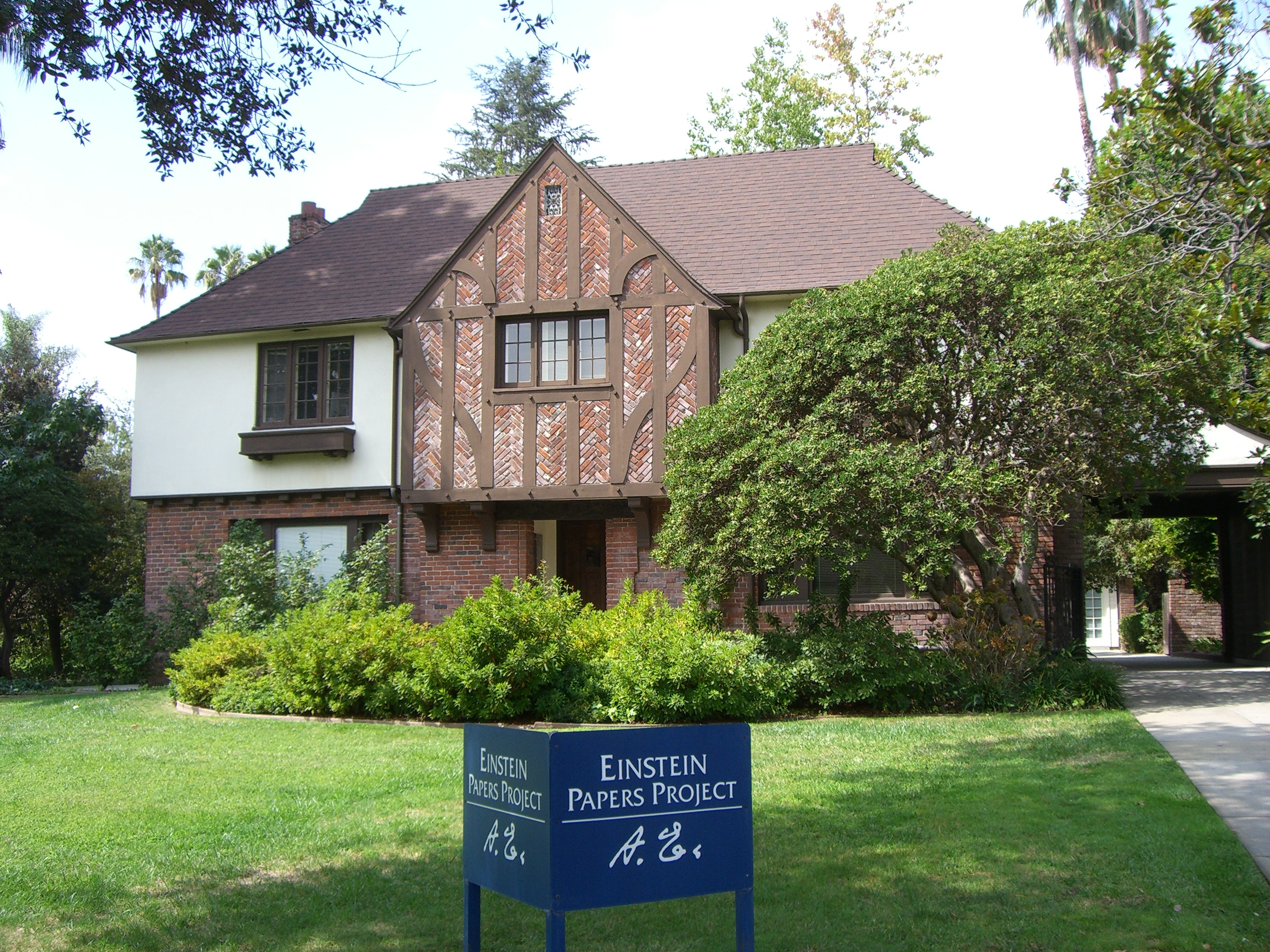
Sede del Einstein Papers Project en Pasadena, California

Los proyectos de documentos históricos en varios volúmenes llevados a cabo por la editorial incluyen:
- The Collected Papers of Albert Einstein[10]
- Collected Works of C.G. Jung (incluyendo tanto las Bollingen Series como las Philemon Series, así como la Edición crítica)[11]
- The Writings of Henry D. Thoreau[12]
- The Collected Works of Paul Valéry[13]
- Collected Works of Samuel Taylor Coleridge[14]
- Kierkegaard's Writings[15]
- The Papers of Thomas Jefferson[16]
- The Complete Works of W. H. Auden[17]
- The Papers of Woodrow Wilson (sesenta y nueve volúmenes; este proyecto ha sido denominado "uno de los grandes logros editoriales de toda la historia")[18][19]

## Bollingen Series
Las Bollingen Series de Princeton University Press tuvieron sus inicios en la Bollingen Foundation, un proyecto de 1943 de la Old Dominion Foundation de Paul Mellon. Desde 1945, la fundación tuvo un estatus independiente, publicando y otorgando becas y subvenciones en varias áreas de estudio, incluida la arqueología, la poesía y la psicología. Las Bollingen Series fueron entregadas a la universidad en 1969.

## Lectura adicional
- Banks, Eric (1 de abril de 2005). «Book of Lists: Princeton University Press at 100». Artforum International.
- Staff of Princeton University Press (2005). A Century in Books: Princeton University Press, 1905–2005. ISBN 9780691122922.